# 2015年1月也门萨那恐怖袭击事件
2015年1月也门萨那恐怖袭击事件是于2015年1月发生在也门首都萨那的恐怖袭击事件。

## 经过
2015年1月7日早上7点，首都萨那发生爆炸袭击事件，至少造成37人死亡，另有超过66人受伤，伤亡者中包含多名未成年人。事件发生在也门首都萨那的一间警察学校正门外，爆炸发生时，校外正有数百名学生办理入学手续，一辆停放在学校门外的汽车突然发生爆炸，导致了重大人员伤亡。另有消息证实，伤亡人数已经超过150人。
一名也门警察确认，爆炸发生前，有一辆伪装成巴士的小皮卡飞快地冲入人群中，有两名男子从那辆汽车中跳出并跑开，过了没多久，爆炸就发生了。现场一片狼藉，场面也是十分的血腥，到处都是金属碎片，血迹以及残缺的遗骸等。
虽然截至7日晚都还没有任何组织承认这起恐怖袭击事件，不过现场一名负责安全的官员也指出，这起爆炸事件“肯定是”与“基地”组织类似的恐怖组织实施的。事发现场位于萨那市中心，而其周围还有当地的中央银行、安全部队、总统府和外国使领馆等政府部门，也因此遭到多次的袭击。
7日，联合国安理会和秘书长潘基文分别发表声明，谴责这次汽车炸弹袭击事件。安理会在声明中以“最强烈的言辞”谴责这起袭击。潘基文则向袭击事件遇害者家人致以慰问。联合国人权高级专员也对此深感不安，并呼吁国际社会应更多关注也门的安全局势。